# كايزلايتر

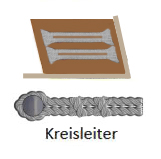

كان Kreisleiter (قائد المقاطعة) رتبة ولقب سياسيين للحزب النازي كان موجودًا كرتبة سياسية بين عامي 1930 و1945 ولقب الحزب النازي منذ عام 1928. تم تشكيل Kreisleiter لأول مرة لتوفير تنسيق لمنطقة الانتخابات الألمانية، وبعد تولي النازيين للسلطة، أصبح المنصب واحدًا من حكومة البلدية المحلية، ليحل محل مؤسسة الحكومة الألمانية التقليدية بشكل فعال. 
تم التخلص من رتبة Kreisleiter بشكل تدريجي من الحزب النازي في عام 1939، لتحل محلها واحدة من عدة رتب سياسية شبه عسكرية. 
في التسلسل الهرمي النازي، كانت Kreisleiter من الدرجة الرابعة، تحت الفوهرر، أدولف هتلر، وسبعة عشر الرايخ سليتر واثنين وأربعين غاولايتر. كان المستوى تحت Kreisleiter هو Ortsgruppenleiter. 